# Гринсборо (Индијана)
Гринсборо (енгл. Greensboro) град је у америчкој савезној држави Индијана.

## Демографија
По попису из 2010. године број становника је 143, што је 31 (-17,8%) становника мање него 2000. године.
| Група             | 2000.        | 2010.       |
| Белци             | 174 (100,0%) | 139 (97,2%) |
| Афроамериканци    | 0 (0,0%)     | 0 (0,0%)    |
| Азијати           | 0 (0,0%)     | 0 (0,0%)    |
| Хиспаноамериканци | 0 (0,0%)     | 4 (2,8%)    |
| Укупно            | 174          | 143         |